# شروود منور (کنتیکت)
شروود منور (به انگلیسی: Sherwood Manor) یک منطقهٔ مسکونی در ایالات متحده آمریکا است که در کنتیکت واقع شده‌است. شروود منور ۸٫۱ کیلومتر مربع مساحت و ۵٬۴۱۰ نفر جمعیت دارد و ۴۲٫۶۷ متر بالاتر از سطح دریا واقع شده‌است.